# Streptostilia
La streptostilia è un particolare tipo di articolazione della mandibola al cranio, tipico di alcuni vertebrati. Nel cranio streptostilico, l'osso quadrato ha un'articolazione mobile con l'osso squamoso; in questo modo la bocca si può aprire enormemente, e la mascella superiore può spostarsi dal cranio. Tra i vari gruppi di vertebrati in cui è presente la streptostilia si ricordano vari tipi di uccelli (ad esempio gli psittaciformi), alcuni arcosauri fossili (tra cui molti dinosauri) e vari squamati. Nei serpenti la streptostilia ha raggiunto livelli estremi: il quadrato ha perso del tutto la connessione con la capsula otica ed è articolato soltanto con l'osso squamoso, in modo tale che quando l'animale spalanca le fauci il quadrato si sposta in avanti, mettendo di fatto in moto anche lo pterigoide e le ossa transpalatine, che fanno ruotare le ossa mascellari; questo movimento fa sì che i denti veleniferi vengano spinti in avanti. Un altro caso tipico di streptostilia si riscontra negli estinti mosasauri.